# Історія писемності
Традиційно виникнення писемності пов'язують з діяльністю богів і культурних героїв (Цан Цзє), однак у відповідних міфологіях писемність частіше за все виступає як одна з функцій більш ширшого спектру (красномовство, пам'ять, логіка, прозорливість в судочинстві, створення календаря:Тот, Набу). Домінування усної традиції, яка передувала виникненню писемності, відобразилась на відсутності подібного персонажу в грецькій міфології: навпроти, в образі Гомера, легендарного творця грецької мови, підкреслюється сліпота. Основна важкість в створенні хронології — це співіснування різних датувань (хронологій) одних і тих самих подій, особливо — для ранніх етапів історії. Так, довга хронологія відносить першу династію Єгипту до 5800 р. до н. е., а коротка — до 3200 р. до н. е. (маються на увазі наукові довгі хронології). Причому окремі автори — ще додають різнобою (див., наприклад датування Палети Нармера). Особливо проблемно зіставити ранні дати різних цивілізацій. Так, пріоритет в створенні писемності шумерів або єгиптян визначається тим, для кого буде використовуватись більш довга хронологія.

## Період протописемності (піктографії)
XXIV тис. до н.е.
Знайдені піктограми в середині Кам'яної могили

### 9000—7000рр. до н.е.
Повідомлялось про знахідки дуже ранніх піктограм в одній з культур Передньої Азії (регіон Сирії-Палестини).

### VI тис. до н.е.
У 1962 році під час археологічних розкопок неолітичного поселення Цзяху на річці Хуанхе знайдені написи на панцирях черепах, які нагадують зображення найдавніших китайських ієрогліфів.

### 5500 р. до н.е.
Тертерійські написи (писемність культури Винча).

### Кінець IV тис. до н. е.
Окремі піктографічні написи з'являються і У Сиро-Палестинському регіоні (практично одночасно з Месопотамією)

### 3500 р. до н.е.
Табличка з Кіша — кам'яна табличка, яка відображає першу піктографічну стадію розвитку клинопису, а також те, що в Месопотамії все ще користуються піктографією, а не справжньою писемністю.

### 3000—2750 рр. до н.е.
В Шумері — архаїчний етап розвитку клинопису, стадія піктографії, коли граматичні морфеми ще графічно не виражені. Тексти з археологічного шару Урук IVa. Порядок письмових знаків не завжди відповідає порядку читання. Господарські, юридичні, шкільні тексти.

## Період справжніх писемностей

### від 5867 до 3200 до н.е.
Вік Палети Нармера, яка являє собою перехідний ступінь від малюнкового письма до ієрогліфічного.

### 3200 до н.е.
Єгипетські ієрогліфи відразу в кінцевому вигляді.
Ієратичне письмо в Єгипті.

### 3100 до н.е.
Індське письмо в північно-західному Індостані.

### 2750 до н.е.
Перша справжня писемність в Шумері. Перший її етап — давньошумерський (2750—2315 рр. до н. е.), перша стадія клинописного письма.

### 2500 до н.е.
Кіпу з Караля (Перу).

### 2400 до н.е.
Клинопис перетворився у впорядковане словесно-складове письмо, тобто досяг рівня початкового єгипетського письма.

### 2000 до н.е.
Клинопис використовується для запису аккадської мови (ассирійська і вавилонська).
Шумерська мова використовується як мова вчених.
Сліди писемності в ольмекської цивілізації (Центральна Америка).

### 1800 до н.е.
Виникає Критське письмо оригінального походження.
Кодекс Хаммурапі (Вавилон).

### 1600 до н.е.
Хетти і лувійці використовують лувійську ієрогліфічну писеменість (дешифрована на поч. ХХ ст.).
Біблоське письмо (Фінікія).

### 1500 до н.е.
Протосинайська писемність на Близькому Сході: 30 схожих на єгипетські ієрогліфи літер, на думку ряду семітологів, найдавніший алфавіт. Протоханаанейська писемність.

### 1400 до н.е.
Китай: релігійні тексти на панцирах черепах.
Угаритський алфавіт (Північна Сирія): 30 літер клинописом.

### 1300 до н.е.
Фінікійська писемність: 22 приголосні букви.

### 1200 до н.е.
Саркофаг царя Ахірама в Біблі з фінікійською абеткою. Критське письмо остаточно виходить з використання.

### 1000 до н.е.
Фінікійський алфавіт поширюється по Середземномор'ю та Азії.
Давньоєврейська, арамейська і південноарабська писемності.

### 800 до н.е.
Впровадження приголосних:
Малоазійські алфавіти (карійський, лідійський, лікійський, сидетський та ін.).
Грецька писемність.

### 700 до н.е.
Етруська абетка виділяється з західного варіанту грецького алфавіту.
Демотичне письмо в Єгипті.

### 600 до н.е.
Квадратне єврейське письмо.

### 400 до н.е.
Латинська абетка виділяється з етруського.
Грецька писемність поширюється завдяки завоюванням Олександра Македонського.

### 300 до н.е.
Дві складові системи в Індії: кхароштхі, яка поширилась на Центральну Азію, і брахмі, яка породила цілу низку складових писемностей Південно-Східної Азії та Індонезії.

### 200 до н.е.
Розетський камінь: декрет Птолемея V, записаний єгипетськими ієрогліфами, демотичним письмом і грецькою.

### 100 до н.е.
Набатейська писемність (Петра).
Коптська писемність в Єгипті.

### 0
Винахід паперу в Китаї.

### 100
Сирійська писемність.
Поява рукописного варіанту (курсиву) в латинській мові.

### 200
Унціальне письмо латинського алфавіту.
Стели майя в Центральній Америці.

### 300
Рунічний варіант латинського алфавіту.

### 400
Согдійська, вірменська (див. Історія створення вірменської абетки), грузинська писемності.
Ефіопська складова абетка.

### 500
Перші написи на арабській мові.
Готичне письмо.

### 600
Поява ісламу призводить до стандартизації в арабській писемності, яка поширюється тим часом на Близькому Сході та в Північній Африці.

### 700
Письмові джерела на давньотюркській мові.
Адаптація китайської писемності в Японії.

### 800
У Франції з'являється каролінговий мінускул.
Перська мова починає використовувати арабську писемність.
В Азії з арамейської писемності з'являється уйгурська.
Поява слов'янських писемностей — кирилиці і глаголиці.

### 1000
Каролінгський мінускул трансформується у готичне письмо.
Турки запозичують арабську писемність.

### 1200
Ацтекське письмо (Центральна Америка).

### 1300
Відродження гуманістами каролінгського мінускула, трансформація останнього в гуманістичне письмо — сучасні «латинські літери».

### 1400
Корейське алфавітне письмо хангиль.

### 1700
За наказом Петра I створюється «гражданський шрифт» — сучасна кирилиця.

### 1800—2000
Адаптація латинської абетки до більшості мов світу. В деяких випадках латинський алфавіт частково або повністю витісняє колишні писемності (румунська мова, турецька мова, ряд мов колишнього СРСР, сербохорватська мова, курдська мова, індонезійська мова, суахілі). Невдала спроба латинізації писемності для мов СРСР (яналіф, 1928—1940), повторна латинізація після розпаду СРСР (1990-ті рр.).

## Фільмографія
- «Історія писемності» (англ. The Written Word) — науково-популярний фільм знятий у 2005 році.